# Louis Anne Marie Gouré de Villemontée
Pour les articles homonymes, voir Gouré (homonymie).
Louis Anne Marie Gouré, dit Gourré ou Gouré de Villemontée, né le 4 décembre 1768 à Tonnerre (Yonne), et décédé à la Bataille de Lützen le 3 mai 1813, des suites de ses blessures, est un général français de la Révolution et de l’Empire.

## Biographie
Gouré naît du mariage de Edme-Nicolas Gouré et de Savine Cognasse des Jardins (ou Cognac-Desjardins).
Employé du comte de Tonnerre avant la Révolution française, il s'engage comme volontaire au 3e bataillon de volontaires de l'Yonne le 21 septembre 1791.
Il se marie avec Madeleine-Reine-Françoise David, le 23 floréal an VI (12 mai 1798). Elle lui donnera quatre enfants :
- Joséphine (1799 ✝ 1864), mariée à un dénommé Jean-Marie Guillot ;
- Louis-Eugène-Edouard-Gonzalve Gouré de Villemonté, héritier du titre posthume de baron de l’Empire de son père, né à Tonnerre en 1801 ;
- un second fils, Edme-Gustave Edouard (° 1803 à Tonnerre, ✝ 1854, à Strasbourg), proviseur du lycée de Strasbourg[1].
- Albine-Adèle-Zoé, (1805-1838), épouse de Jean-Christian de Merbitz, elle est inhumée au cimetière Montmartre, (13e division), avec sa fille Louise-Virginie-Adolphine, (1828-1861), épouse d'Ernest-Henri Huard.

## État de services
- Volontaire au 3e bataillon du département de l'Yonne le 21 septembre 1791 ;
- Sergent le 22 septembre 1791 ;
- Lieutenant le 26 septembre 1791 ;
- Capitaine le 14 germinal an III (3 avril 1795) ;
- Chef de bataillon le 30 juillet 1802 ;
- Colonel le 10 juillet 1806 ;
- Général de brigade le 6 août 1811.

## Campagnes
- Armée du Nord (1792-1793) ;
- Adjoint à l’adjudant-général Mortier (19 avril 1793 - 22 septembre 1794) ;
- Armée de Sambre-et-Meuse (1794-1795) :
107e demi-brigade (22 septembre 1794) ;
- Armée de l’Ouest (2 novembre 1796) :
3e régiment de la brigade étrangère, dite « de Ferdut » ;
- Embarqué à Brest sur le vaisseau L’Éole pour la 1re Expédition d’Irlande (19 novembre 1796 - 7 janvier 1797) ;
- Embarqué sur la frégate La Coquille pour la 2e Expédition d’Irlande (11 juillet 1798 - 15 juillet 1798) :
Prisonnier de guerre au combat naval du 12 octobre 1798, libéré sur parole le 21 mars 1799, il sera dégagé de sa parole sur un échange du 14 juin 1801 ;
- Aide de camp du général Mortier dans les 15e et 17e divisions (21 avril 1800) ;
- Présent au Hanovre (1803-1804), sous le Général Mortier ;
- Camp de Boulogne ;
- Grande Armée ;
- Campagne d'Autriche (1805) ;
- Colonel-premier aide de camp du général Mortier le 10 juillet 1806 ;
- Campagne de Prusse et de Pologne (1806-1807) ;
- Combat sous Mortier en Espagne (1808-1811) ;
il sert à Gebora, signe la capitulation de Badajoz le 12 mars 1811 ;
- 5e Corps de la Grande Armée (1810) : 
Chef d’État-major par intérim dans le 5e corps sous le général Mortier (juin 1810) ;
- Camp de Boulogne (1811) :
- Chef d’État-major du camp de Boulogne, sous le Maréchal Ney (22 octobre 1811) ;
- Armée d'observation des Côtes de l'Océan :
Chef d’État-major de l'Armée d'observation des Côtes de l'Océan (20 janvier 1812) ;
- Grande Armée :
Chef d’État-major du 3e corps de la Grande Armée, sous le Maréchal Ney (1er avril 1812) ;
- Campagne de Russie (1812) ;
- Campagne de Saxe (1813) :
Chef d’État-major du 3e corps de la Grande Armée (1er corps d'observation du Rhin), sous le Maréchal Ney (1er mars 1813),
Bataille de Lützen (2 mai 1813) : touché d’un coup de feu dans le bas-ventre, il meurt le lendemain.

## Faits d'armes
- Il se distingue à Ocaña, le 19 novembre 1809.

## Blessures
- Blessé mortellement à la bataille de Lützen.

## Décorations
- Légionnaire (décret impérial du 25 prairial an XII), puis,
- Officier de la Légion d’honneur (décret impérial du 15 Germinal an XIII : 14 juin 1804),
- Chevalier de l’Ordre militaire de Maximilien-Joseph de Bavière (décret du 26 avril 1808).

## Titres
- Chevalier de l’Empire (décret impérial et lettres patentes du 3 août 1810) ;
- Baron de l'Empire à titre posthume par décret impérial et lettres patentes de mars 1813, accordé à titre posthume, en faveur de son fils, Louis Eugène Edouard Gonzalve, avec pour règlement d'armoiries l'ajout du franc-canton des barons militaires de l’Empire.

## Hommage, Honneurs, Mentions,...
- Le nom de GOURÉ est gravé au côté Est de l’arc de triomphe de l’Étoile, à Paris.

## Pensions, rentes
- Donataire le 8 septembre 1808 en Westphalie à hauteur de 4 000 francs ;
- Donataire sur Rome le 20 mai 1810.

## Règlement d'armoiries
« D’or à l’épée de gueules en bande, accompagnée en chef et en pointe d’une tête de cheval de sable, allumée et lampassée de gueules, à la bordure de gueules, chargée du signe des chevaliers légionnaires. »

## Sources
- Archives nationales (CARAN) – Service Historique de l’Armée de Terre – Fort de Vincennes – Dossier S.H.A.T. (Série Xem 163, côte : 8 YD, 1376)
- Archives départementales de l'Yonne.
- Dossier de la Légion d’honneur côte : L1179037.

- Côte S.H.A.T., état de services, distinctions sur « web.genealogie.free.fr : Les militaires »(Archive.org • Wikiwix • Archive.is • Google • Que faire ?) (consulté le 21 août 2014).
- Biographie sur lesapn.forumactif.fr : Les Amis du Patrimoine Napoléonien.